# Capannoli
Capannoli is een gemeente in de Italiaanse provincie Pisa (regio Toscane) en telt 5394 inwoners (31-12-2004). De oppervlakte bedraagt 22,7 km², de bevolkingsdichtheid is 238 inwoners per km².

## Demografie
Capannoli telt ongeveer 2004 huishoudens. Het aantal inwoners steeg in de periode 1991-2001 met 3,3% volgens cijfers uit de tienjaarlijkse volkstellingen van ISTAT.
| Jaar | Inwoneraantal |
| ---- | ------------- |
| 1991 | 4943          |
| 2001 | 5106          |

## Geografie
De gemeente ligt op ongeveer 51 m boven zeeniveau.
Capannoli grenst aan de volgende gemeenten: Lari, Palaia, Peccioli, Ponsacco, Pontedera, Terricciola.

## Externe link

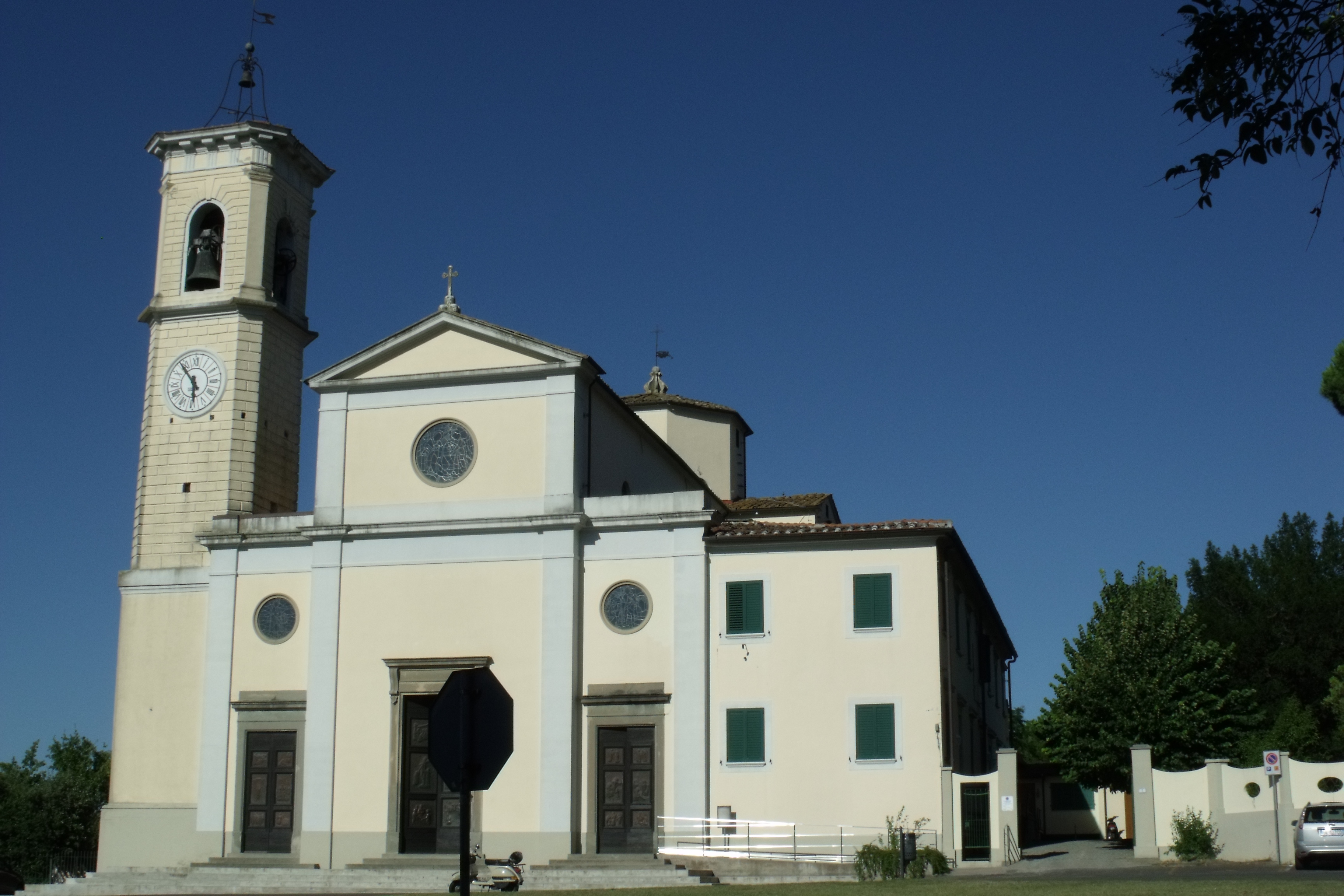
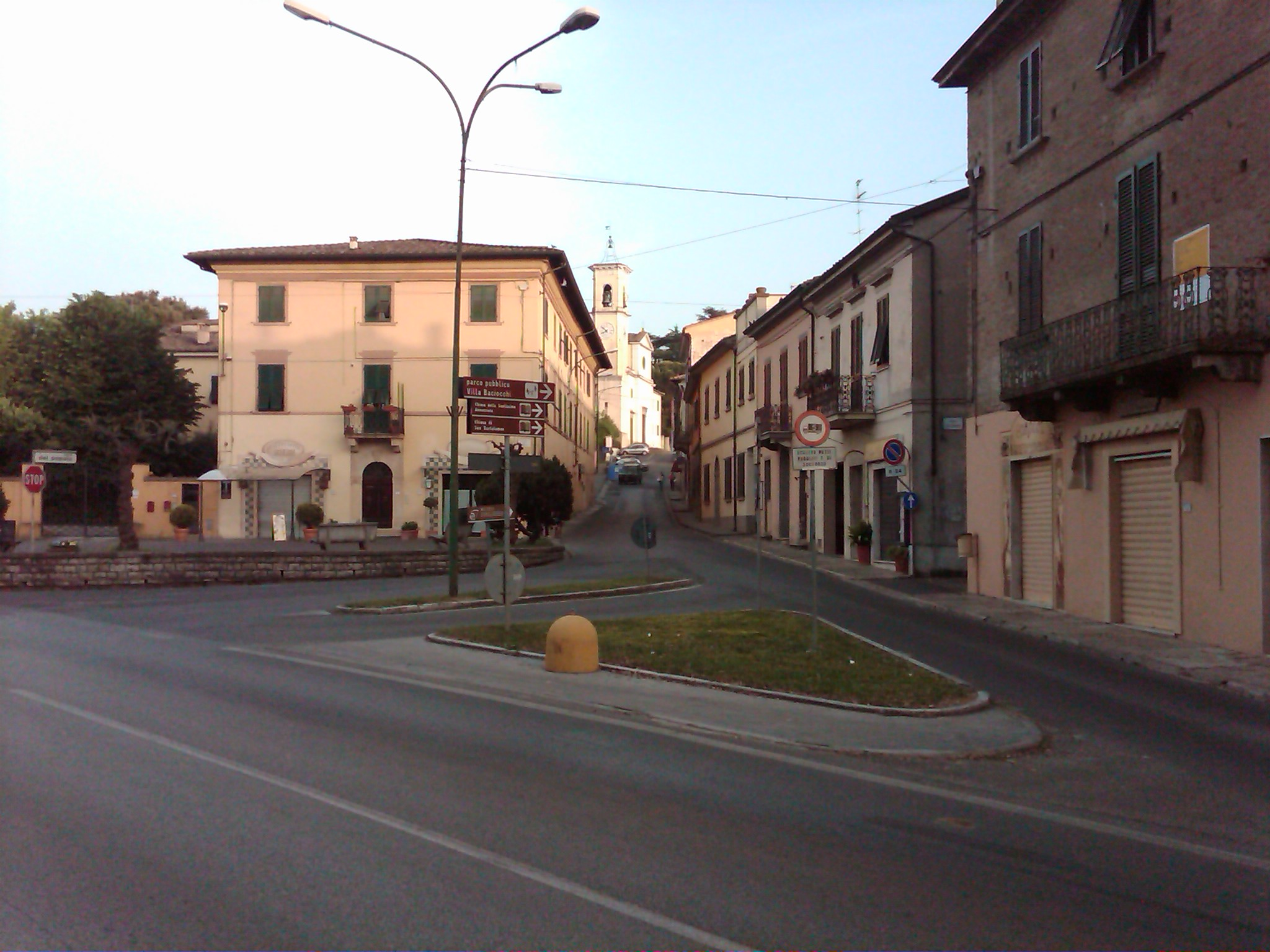
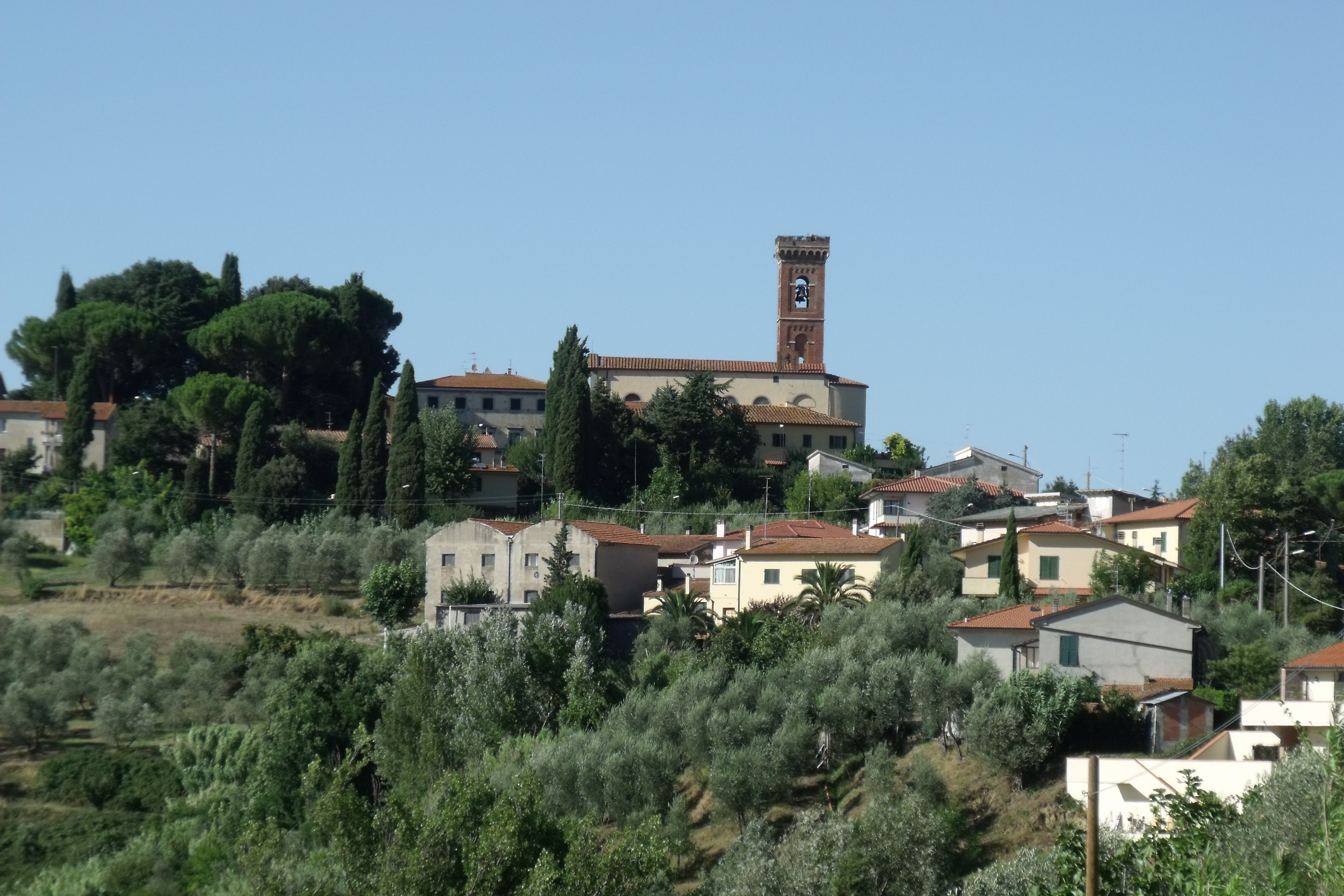